# Arab Times
Arab Times (en arabe : عرب تايمز) était un quotidien panarabe publié aux États-Unis. Le journal n'existe plus .

## Histoire
Arab Times est fondé à Houston en 1986 par le Dr Osama Fawzi, un écrivain et journaliste jordanien d'origine palestinienne. Arab Times se voulait un quotidien avec une ligne éditoriale satirique destinée a la communauté arabe aux États-Unis. Depuis 1992 , le journal est distribué dans cinq États américains, ainsi que dans certains pays européens; en Allemagne, Grande Bretagne, France, Danemark et Suède[réf. nécessaire]. Il se  décrivait (à tort) comme étant « le plus grand journal arabo-américain des États-Unis », et couvrait les nouvelles arabes et internationales.
Arab Times possède notamment l'exclusivité pour le monde arabe des articles issus du Washington Post, de USA Today et de Global Viewpoint.
Arab Times critiquait certains régimes arabes autoritaires , particulièrement l'Arabie saoudite, la Jordanie, les Émirats-Arabes Unis pour leur politique modérée envers Israël dans le conflit israélo-palestinien et épargnait d'autres pour des raisons politiques (Syrie, Irak, Algérie, Yémen, etc.). Marc Lynch, du magazine Foreign Policy, a décrit Arab Times  comme le journal arabe « le plus populiste / camp du refus.

### Articles connexés
- Asharq al-Awsat